# Omer Verschoore
Omer Verschoore (Moorslede, 2 december 1888 - Parijs, 27 november 1931) was een Belgische wielrenner. Hij was beroepsrenner van 1911 tot 1914. In 1912 werd hij Belgisch wielerkampioen en won hij Luik-Bastenaken-Luik.
Het Belgisch kampioenschap op de weg werd in 1912 anders georganiseerd. De renners moesten punten verdienen in een aantal wedstrijden, namelijk Luik-Bastenaken-Luik, Luik-Charleroi, Parijs-Brussel, De Ster van Charleroi en de Ronde van België. Het bleek weinig aantrekkelijk voor het publiek en men keerde het jaar daarop weer terug naar een eendaagse wedstrijd.
Omer Verschoore kwam uit een gezin van vijftien kinderen. Bij het uitbreken van de Eerste Wereldoorlog nam hij vrijwillig dienst in het leger. Als soldaat bij het Belgisch leger leerde hij een Française uit Parijs kennen, met wie hij huwde in 1917, in haar woonplaats, het Parijse 17e arrondissement. Hij kwam in 1931 om doordat hij tijdens de koloniale tentoonstelling in Vincennes door een tractor tegen een muur werd doodgedrukt. Hij overleed op 27 november in het Hôpital Saint-Antoine.

## Palmares
- 1911
  - 1e 1e etappe  Ronde van België, Aalst
- 1912
  -  1e Belgisch kampioenschap
  - 1e Luik-Bastenaken-Luik
  - 1e Ster van Charleroi
  - 1e 5e etappe  Ronde van België, Menen

## Resultaten in voornaamste wedstrijden
| Jaar | Ronde van Italië | Ronde van Frankrijk | Ronde van Spanje |
| ---- | ---------------- | ------------------- | ---------------- |
| 1911 |                  |                     |                  |
| 1912 |                  |                     |                  |
| 1914 |                  | opgave              |                  |

| Jaar | Luik-Bast.‑Luik | Parijs-Tours | Parijs-Brussel |
| ---- | --------------- | ------------ | -------------- |
| 1911 |                 | 5e           |                |
| 1912 | ↑               |              | 8e             |
| 1914 |                 |              |                |